# 達科他 (喬治亞州)
達科他（英語：Dakota）是位於美國喬治亞州特納縣的一個非建制地區。該地的面積和人口皆未知。

## 地理
達科他的座標為31°46′34″N 83°41′36″W / 31.77611°N 83.69333°W，而該地的平均海拔高度為123米（即404英尺）。